# Kevin Horlacher
Kevin Horlacher (* 24. September 1989 in Gschwend) ist ein ehemaliger deutscher Skispringer.

## Werdegang
Horlacher wurde Deutscher Vize-Schülermeister 2002 und ein Jahr später Deutscher Schülermeister. Im Dezember 2005 wurde er zweimal Zweiter im Deutschlandpokal und in belegte in der Gesamtwertung den dritten Platz. 2006 belegte er den zehnten Platz im Alpencup. Im 28. Januar 2007 gab er in Oberstdorf sein Debüt im Weltcup und konnte auf Anhieb mit Platz 30 seinen ersten Weltcuppunkt erringen. Eine Woche später gelang ihm mit Platz 25 in Titisee-Neustadt sein bisher bestes Weltcup-Ergebnis. Nachdem er als 28. auch in Klingenthal punkten konnte, beendete er die Saison 2006/07 als 72. der Gesamtwertung. Bei der Junioren-Weltmeisterschaft 2007 in Tarvisio sprang er im Einzel auf den zehnten Platz und im Team auf den vierten Platz. Bei den Deutschen Meisterschaften Ende Juli 2007 in Winterberg belegte er punktgleich mit Martin Schmitt hinter Stephan Hocke und Julian Musiol den dritten Platz. Aufgrund dieser Erfolge und der Schwäche einiger etablierter Athleten wurde er von Trainer Peter Rohwein ins Aufgebot für die Nordischen Skiweltmeisterschaften 2007 in Sapporo berufen, kam aber nicht zum Einsatz. Anfang 2008 kam er zu zwei weiteren Weltcup-Einsätzen, konnte sich aber jeweils nicht für den zweiten Durchgang qualifizieren. Am 16. Juli 2008 stürzte er bei einem Trainingssprung in Klingenthal schwer und fiel damit für die Saison 2008/2009 komplett aus. Bei den Deutschen Meisterschaften 2009 in Garmisch-Partenkirchen holte Horlacher mit der Auswahl Baden-Württembergs die Goldmedaille, drei Jahre später reichte es in Klingenthal zu Platz drei im Mannschaftswettbewerb.
Horlacher wird überwiegend im Continental Cup eingesetzt. Seine besten Platzierungen dort waren zwei siebte Plätze bei Sommerspringen im slowenischen Kranj in den Jahren 2008 und 2009.
Im September 2014 bestritt Horlacher sein bis dahin letztes internationales Springen.

## Erfolge

### Weltcup-Platzierungen
| Saison  | Platz | Punkte |
| ------- | ----- | ------ |
| 2006/07 | 72.   | 11     |